# بنا (کالیفرنیا)
بنا (به انگلیسی: Bena) یک منطقهٔ مسکونی در ایالات متحده آمریکا است که در شهرستان کرن، کالیفرنیا واقع شده‌است. بنا ۲۶۳ متر بالاتر از سطح دریا واقع شده‌است.